# Phaedra (Britten)
Phaedra, Op. 93 è una cantata in stile barocco per mezzosoprano e orchestra composta nel 1975 da Benjamin Britten.

## Storia
Phaedra è stata l'ultima opera vocale del compositore, scritta nel 1975 ed eseguita per la prima volta da Dame Janet Baker al Festival di Aldeburgh il 16 giugno 1976. Britten assemblò il libretto da parti di una traduzione di Robert Lowell della tragedia Phèdre di Racine. Stilisticamente attinge alla tradizione della cantata barocca.